# سندهم
سندهم (به سوئدی: Sandhem) یک منطقهٔ مسکونی در سوئد است که در بخش مولخو واقع شده‌است. سندهم ۱٫۳۲ کیلومتر مربع مساحت و ۷۰۲ نفر جمعیت دارد.